# Tsao
Tsao è un villaggio del Botswana situato nel distretto Nordoccidentale, sottodistretto di Ngamiland East. Il villaggio, secondo il censimento del 2011, conta 2.000 abitanti.

## Località
Nel territorio del villaggio sono presenti le seguenti 43 località:
- Bogare di 1 abitante,
- Bothulakgomo di 4 abitanti,
- Chelete di 9 abitanti,
- Diphalana di 4 abitanti,
- Dobe di 13 abitanti,
- Gwedao di 129 abitanti,
- Kakanaga di 36 abitanti,
- Kangoa di 62 abitanti,
- Katoo di 57 abitanti,
- Kaure di 86 abitanti,
- Kgomotshwaana Gate,
- Khwareng,
- Kombakata di 10 abitanti,
- Konde di 42 abitanti,
- LedibalaDikubu di 1 abitante,
- Machera di 18 abitanti,
- Mapeno di 70 abitanti,
- Mapororo di 98 abitanti,
- Mapororo Gate di 9 abitanti,
- Marula,
- Masabango di 16 abitanti,
- Masamo di 23 abitanti,
- Masogwana di 50 abitanti,
- Masu di 2 abitanti,
- Mogobewathakadu di 4 abitanti,
- Mokutsumo di 7 abitanti,
- Moporota di 30 abitanti,
- Morula di 2 abitanti,
- Moselewapula di 9 abitanti,
- Nakalatswii di 57 abitanti,
- Nxame di 19 abitanti,
- Peteke di 1 abitante,
- Peteke Gate,
- Roads Maintanance Camp,
- Sankwasa di 2 abitanti,
- Segolame di 1 abitante,
- Sekwaxamo di 36 abitanti,
- Seokgwe,
- Setata Gate di 10 abitanti,
- Tshelo jwa Motswana di 42 abitanti,
- Xangoro di 76 abitanti,
- Xhomo di 13 abitanti,
- Xoo